# Рештенко, Георгий Алексеевич
Георгий Алексеевич Рештенко (род. 19 декабря 2002, Санкт-Петербург) — чешский фигурист, выступающий в одиночном катании. С 2017 года представляет Чешскую Республику. Чемпион Чехии (2024), двукратный серебряный призёр чемпионата Чехии (2022, 2023), участник чемпионата мира (2023).

## Карьера
Георгий начал заниматься фигурным катанием в 2006 году, в возрасте 3 лет. Его первым тренером была Арсеньева Ольга Ювенальевна.
В 9 лет Георгий перешел в группу к Евгению Владимировичу Рукавицину, где его тренером стал Роман Александрович Усатов. В 2015 году выиграл Чемпионат Санкт-Петербурга по фигурному катанию. В 2017 году стал чемпионом Северо-Западного региона России. Кандидат в Мастера спорта России.
Вместе со своей семьей в 2017 году Георгий переехал в Прагу, после чего стал выступать за Чехию. Его первым тренером в Праге был Якуб Штробль.
В 2019 году поступил в академию фигурного катания Томаша Вернера. С 2019 года Георгия тренировал Михал Матлох.
Выступая за Чехию, принимал участие в международных соревнованиях и чемпионатах четырёх стран.
В настоящее время Георгий тренируется под руководством Михала Бржезины в городе Ирвайн.
В 2017 году закончил музыкальную школу по классу скрипки и фортепиано. Георгий является Лауреатом международных музыкальных конкурсов по скрипке. Скрипка до сих пор остается одним из его главных увлечений.
В настоящий момент Георгий является студентом университета физической культуры и спорта имени П. Ф. Лесгафта, по специальности тренер по фигурному катанию.

## Программы
| Сезон     | Короткая программа                                                     | Произвольная программа |
| --------- | ---------------------------------------------------------------------- | --- |
| 2024—2025 | - «Parisienne Walkways» Гэри Мур                                       | - «Now We Are Free» (из фильма «Гладиатор») Ханс Циммер, Лиза Джеррард, Клаус Бадельт - «Strength of a Thousand Men» Two Steps from Hell |
| 2023—2024 | - «Triple Concerto In C Major, Op. 56: I. Allegro» Людвиг ван Бетховен | - «His Name Is Napoleon Solo» - «Escape from East Berlin» - «Circular Story» (из фильма «Агенты А.Н.К.Л.») Дэниел Пембертон              |
| 2022—2023 | - «Apologize» Тимбалэнд, OneRepublic, Райан Теддер                     | - «His Name Is Napoleon Solo» - «Escape from East Berlin» - «Circular Story» (из фильма «Агенты А.Н.К.Л.») Дэниел Пембертон              |
| 2021—2022 | - «Love Is Gone» в исполнении Питера Чинкотти                          | - «From Ear to Ear (The Joker’s Song)» Кристиан Эймс, Джон Геларди - «How You Like Me Now» в исполнении Тони Лукка                       |
| 2020—2021 | - «Love Is Gone» в исполнении Питера Чинкотти                          | - «From Ear to Ear (The Joker’s Song)» Кристиан Эймс, Джон Геларди - «How You Like Me Now» в исполнении Тони Лукка                       |
| 2019—2020 | - «Concerto 4 — Adagio and Rondo» Никколо Паганини                     | - «A Million Dreams» (из мюзикла «Величайший шоумен»)                                                                                    |
| 2018—2019 | - «Concerto 4 — Adagio and Rondo» Никколо Паганини                     | - «A Million Dreams» (из мюзикла «Величайший шоумен»)                                                                                    |

## Спортивные достижения
| Соревнования                      | 17/18         | 18/19         | 19/20         | 20/21         | 21/22         | 22/23         | 23/24         | 24/25         |
| Международные                     | Международные | Международные | Международные | Международные | Международные | Международные | Международные | Международные |
| --------------------------------- | ------------- | ------------- | ------------- | ------------- | ------------- | ------------- | ------------- | ------------- |
| Чемпионат мира                    |               |               |               |               |               | 34            | 36            |               |
| Чемпионат Европы                  |               |               |               |               |               | 26            | 9             |               |
| Челленджер. Золотой конёк Загреба |               | 20            | 18            |               | 9             |               |               |               |
| Челленджер. Lombardia Trophy      |               |               |               |               |               |               | 9             |               |
| Челленджер. Nebelhorn Trophy      |               |               |               |               |               |               |               | 13            |
| Челленджер. Warsaw Cup            |               |               |               |               | 21            |               |               |               |
| Челленджер. Мемориал Дениса Тена  |               |               |               |               | 8             |               |               |               |
| Челленджер. Alpen Trophy          |               | 23            |               |               |               |               |               |               |
| Challenge Cup                     |               |               |               |               | 14            |               |               |               |
| Bavarian Open                     |               |               |               |               |               |               | 2             |               |
| Santa Claus Cup                   |               |               |               | 4             |               |               |               |               |
| Christmas Cup                     |               | 6             |               |               |               |               |               |               |
| Cranberry Cup                     |               |               |               |               |               |               | 11            |               |
| Международные среди юниоров       |               |               |               |               |               |               |               |               |
| Чемпионат мира (юниоры)           |               |               |               |               | 11            |               |               |               |
| Этап Гран-при: Словения           |               |               |               |               | 5             |               |               |               |
| Этап Гран-при: Словакия           |               |               |               |               | 11            |               |               |               |
| Этап Гран-при: Россия             |               |               | 13            |               |               |               |               |               |
| Prague Ice Cup                    |               |               | 2             |               |               |               |               |               |
| Prague Riedell Ice Cup            |               | 7             |               |               |               |               |               |               |
| Национальные                      |               |               |               |               |               |               |               |               |
| Чемпионат Чехии                   |               | 6             | 6             |               | 2             | 2             | 1             |               |
| Чемпионат четырёх стран           |               |               | 6             | 5             |               | 7             | 2             |               |
| Чемпионат Чехии среди юниоров     | 5             | 4             | 3             |               |               |               |               |               |